# Madalena
Madalena – miasto i gmina w Portugalii. Leży na Azorach, w zachodniej części wyspy Pico, której jest stolicą. Sąsiaduje na wschodzie z gminami São Roque do Pico i Lajes do Pico. Burmistrzem miasta jest Jorge Rodrigues z Partii Socjalistycznej. Sama miejscowość liczyła 2581 mieszkańców (2011 r.).

## Sołectwa gminy Madalena
- Bandeiras – 626 osób (2011 r.)[1]
- Candelária – 822 osoby
- Criação Velha – 768 osób
- Madalena - 2581 osób
- São Caetano – 480 osób
- São Mateus – 772 osoby